# 五十嵐誠一
五十嵐 誠一（いがらし せいいち、1972年 ‐ ）は、日本の政治学者。千葉大学大学院社会科学研究院教授。専門はアジア政治、国際関係論。

## 来歴
千葉県生まれ。1994年3月慶應義塾大学文学部卒業。1999年3月早稲田大学大学院社会科学研究科修士課程修了。2005年3月同博士後期課程単位取得満期退学。2008年3月博士（学術）取得（早稲田大学）。早稲田大学社会科学部助手、日本学術振興会特別研究員PD、早稲田大学社会科学総合学術院助教、京都大学大学院文学研究科グローバルCOE研究員、千葉大学法経学部専任講師、准教授を歴任。

## 著書

### 単著
- 『フィリピンの民主化と市民社会―移行・発展・定着の政治力学』（成文堂、2004年）
- 『フィリピンにおける民主主義への移行と定着に関する総合的研究―市民社会の政治力学に注目して』（早稲田大学出版部、2009年）
- 『民主化と市民社会の新地平―フィリピン政治のダイナミズム』（早稲田大学出版部、2010年）
- 『東アジアの新しい地域主義と市民社会―ヘゲモニーと規範の批判的地域主義アプローチ』（勁草書房、2018年）

### 編著
- The New International Relations of Sub-Regionalism: Asian and Europe (Routledge, 2018)
- 『東アジアの重層的サブリージョンと新たな地域アーキテクチャ』（勁草書房、2020年）

### 共著
- 『市民社会の比較政治学』（慶應大学出版会、2007年）
- 『東アジアの中の日本―環境・経済・文化の共生を求めて』（富山大学出版会、2008年）
- 『現代フィリピンを知るための61章【第2版】』（明石書店、2009年）
- 『国際関係論』（弘文堂、2013年）
- 『親密圏と公共圏の再編成―アジア近代からの問い』（京都大学学術出版会、2013年
- Transformation of the Intimate and the Public in Asian Modernity (Brill, 2014)
- 『近代世界システムと新自由主義グローバリズム―資本主義は持続可能か? 』（作品社、2014年）
- 『途上国における軍・政治権力・市民社会―21世紀の「新しい」政軍関係』（晃洋書房、2016年）
- 『東南アジア地域研究入門 3政治 』（慶應大学出版会、2017年）
- 『国際移動と親密圏―ケア・結婚・セックス』（京都大学学術出版会、2018年）
- 『〈周縁〉からの平和学―アジアを見る新たな視座』（昭和堂、2019年）

## 参考
- 所属教員紹介 千葉大学法政経学部 五十嵐誠一
- 京都大学 グローバルCOEプログラム 親密圏と公共圏の再編成をめざすアジア拠点